# La invención de Hugo Cabret (libro)
La invención de Hugo Cabret es un libro de aventuras juvenil del escritor estadounidense Brian Selznick. En España, el libro fue publicado por la editorial SM. Su fecha de lanzamiento fue el 30 de enero de 2007 y cuenta con 284 ilustraciones realizadas por el propio Selznick entre sus 533 hojas. Entre su palmarés, cuenta con la Medalla Caldecott de 2008 que, junto con la Medalla Newbery, es uno de los premios estadounidenses más importantes destinados a la literatura infantil y juvenil.
Para escribir este libro, Selznick se inspiró en la vida del cineasta francés Georges Méliès y decidió introducir al personaje del autómata después de leer Edison's Eve, de Gaby Wood, en el que había un capítulo dedicado a la vida de Méliès y a su trabajo con estas máquinas. En él, se contaba cómo Méliès tenía un set de autómatas que habían sido vendidos a un museo donde fueron olvidados durante años. Más tarde, alguien los descubrió, pero estaban destrozados por la lluvia. Al final de su vida, Méliès fue cesado a pesar del éxito de sus películas en Estados Unidos y, por ello, comenzó a vender juguetes en un puesto de la estación de tren de Montparnasse de París; algo en lo que Selznick se inspiró para realizar su historia e ilustraciones.

## Argumento
Hugo es un niño de doce años que queda huérfano tras la muerte de su padre. Tras esto, empieza a vivir con su tío en la estación de tren de Montparnasse de París dónde este trabaja de relojero. Un día, su tío desaparece y decide ocuparse del mantenimiento de los relojes de la estación mientras roba para sobrevivir. Al mismo tiempo, tiene el proyecto de arreglar el autómata que encontró su padre en un museo y que cree que guarda un mensaje para él. Con la ayuda de distintos personajes, Hugo llevará a cabo su mayor aventura donde aprenderá el valor del amistad y de la valentía en la lucha por los sueños.

## Personajes principales
Hugo Cabret: es el principal protagonista de la historia y tiene 12 años. Tras la muerte de su padre, comienza a vivir en una estación de tren de París con su tío que desaparece teniendo que encargarse de su trabajo en la estación: el mantenimiento de los relojes. Tiene un gran talento para arreglar cosas mecánicas y su objetivo es hacer funcionar el autómata en el que su padre estaba trabajando antes de morir.
Isabelle: es la coprotagonista del libro. Tras la muerte de sus padres en un accidente de coche, vive con su padrino, Georges Méliès, que es el dueño de la juguetería de la estación. Méliès no quiere que sepa que un día fue cineasta por lo que le prohíbe ir al cine. Un día, conoce a Hugo y se interesa por él. Finalmente, juntos desarrollan un plan para llevar a cabo sus objetivos.
Georges Méliès: nace en una familia de zapateros, pero él no quiere seguir con ese trabajo. Cuando crece y el cine ya existe, les pide a los hermanos Lumière que le vendan una cámara, pero estos se niegan. Por ello, comienza a hacer su propia cámara con materiales de la compañía de zapatos de sus padres. Su trabajo más famoso es Viaje a la Luna y es del género de ciencia ficción. También es el primero en utilizar efectos especiales en las películas.
El autómata: este personaje fue incorporado por Selznick tras leer Edison's Eve, de Gaby Wood, en el que había un capítulo dedicado a la vida de Méliès y a su trabajo con las máquinas animadas. Para inspirarse, el autor buscó que aspecto tenían los autómatas y encontró que en la ciudad de Filadelfia, en el Frankiln Institute, había uno. Después de examinarlo, plasmó varios elementos del autómata en las ilustraciones del libro. Esta máquina animada es el vínculo entre Hugo y su padre durante la obra ya que, poco tiempo después de encontrar el autómata, el padre muere.

## Adaptación cinematográfica
La invención de Hugo Cabret fue llevada al cine en el año 2011 de la mano del director Martin Scorsese en la película Hugo. El guion fue escrito por John Logan y coproducida por Graham King (GK films) y la productora Infinitum. La película fue protagonizada por Asa Butterfield en el papel de Hugo, Chloë Grace Moretz como Isabelle y Ben Kingsley como Méliès, entre otros. El mismo año de su estreno fue nominada a 3 Globos de Oro, ganando la categoría de Mejor Director y a 11 Oscars consiguiendo 5 estatuillas.